# Vojtěch Kryšpín
Vojtěch Kryšpín (27. dubna 1876 Bystré u Poličky – 5. října 1959 Davle) byl český konstruktér lokomotiv a autor československého systému značení železničních hnacích vozidel.

## Působení
Od roku 1894 pracoval jako konstruktér lokomotiv v Českomoravské továrně na stroje, pozdější ČKD. Pro Československé státní dráhy zkonstruoval lokomotivy řad 423.0, 365.0, 455.1, 456.0, 464.0, 524.1 a 486.1. Od roku 1927 byl náměstkem vrchního ředitele a v letech 1929–1933 vrchním ředitelem.